# 乞列归
乞列归（?—?），柔然人。郁久闾氏，第四任可汗大檀的儿子，敕连可汗吴提的哥哥。
439年九月，吴提听说拓跋焘西征北凉姑臧，大举入侵。留乞列归与北魏长乐王嵇敬、建宁王拓跋崇在北镇相持。自己亲率兵马深入北魏腹地。嵇敬和建宁王拓跋崇在阴山北面击败了乞列归的军队，并生擒乞列归及其伯父他吾无鹿胡，以及柔然的将领五百人，斩杀士卒一万多人。吴提听说后，率部逃走。441年三月廿九日，北魏封乞列归为朔方王，封沮渠万年为张掖王。